# غلينية ثلاثية الورق
غِلِّينِيَّة ثلاثية الورق أو جيلينية طبية (الاسم العلمي Gillenia trifoliata) هو نبات عشبي معمر يصل ارتفاعه من 60-120 سم،
أوراقه، مخرازية الأذنات، يبلغ طول وريقاته 7 سم وهي ذات نصل مزدوج التسنين أزهاره خماسية البتلات
ذات لون أبيض، جذوره جذمورية طبية يستخرج منها مواد مهدئة، جذورها مقيئة.

## الفوائد الطبية
تستعمل لحاء الجذور كمقيئ ومسهل إذ تحتوي على سكر، تانين أحماض
دهنية، زيت فيتوسترول جيليين.